# Biljon

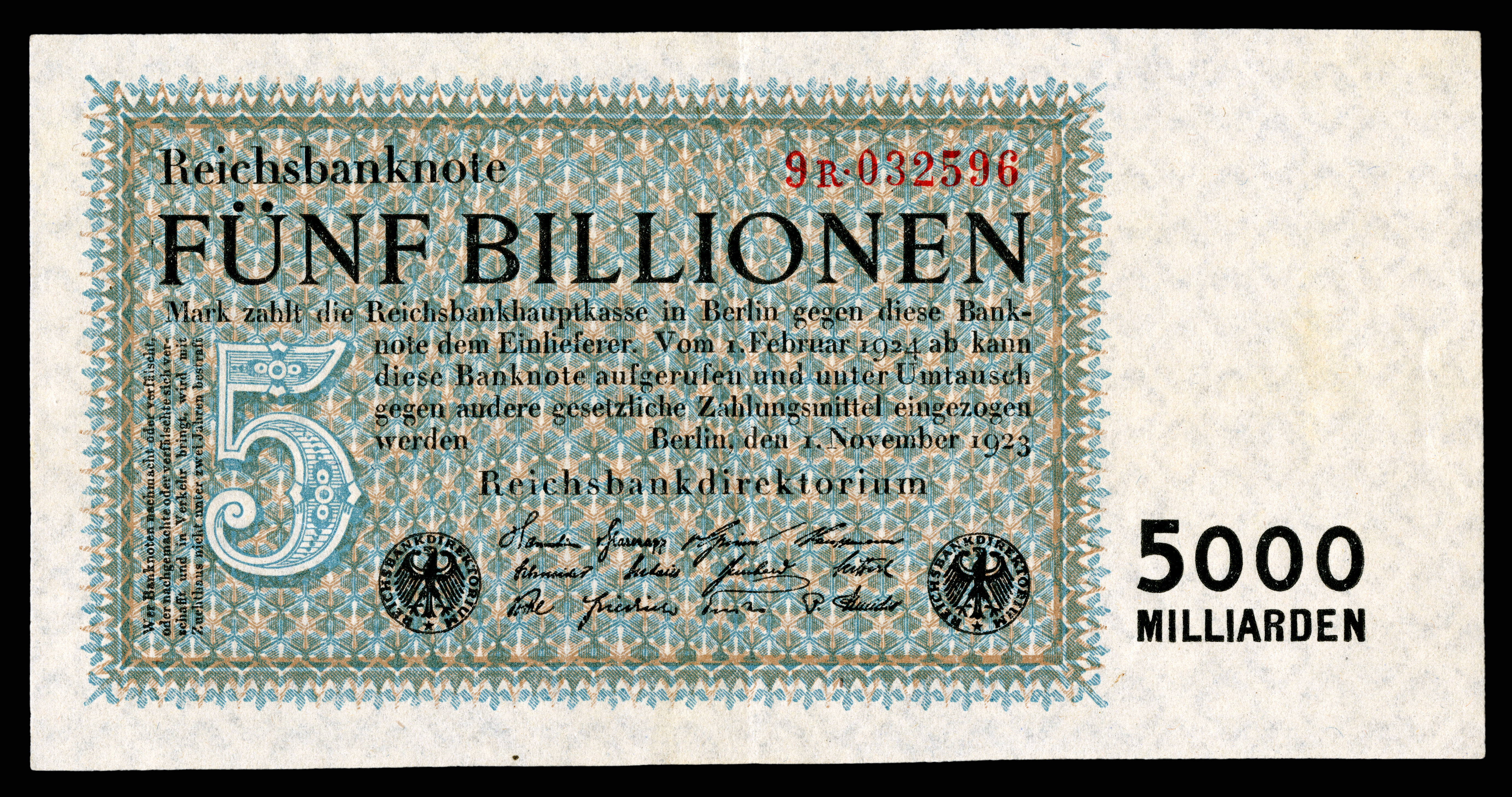
En tysk sedel på 5 biljoner mark, från november 1923.

En biljon, är talet 1 000 000 000 000 (en etta följd av 12 nollor) eller 1012 i tiopotensnotation. Samma antal kan anges som "tusen miljarder" eller "en miljon miljoner". Motsvarande ord i andra språk kan ha en annan betydelse.
Substantivet biljon är bildat i analogi med miljon med hjälp av det latinska prefixet bi-, av bis, 'två gånger'.
I tekniska sammanhang används prefixet tera (T) för att markera en biljon. Ordet terabyte kan antingen betyda en biljon byte eller det cirka 10 % större 240, även kallat tebibyte.

## Billionkan betyda miljard
I flera språk, bland annat de nordiska språken, tyska, spanska, franska och äldre brittisk engelska är innebörden av biljon densamma som i svenskan, 1 000 000 000 000 (en etta följd av 12 nollor).
"Biljon" benämns dock "trillion" på amerikansk och modern brittisk engelska och på andra språk som använder den så kallade korta skalan. 
I den korta skalan är ordet "billion" detsamma som miljard på svenska. 
Nästan alla engelskspråkiga länder använder numera officiellt billion i betydelsen miljard på engelska. Övergången har skett nyligen i många länder och den andra betydelsen kan ännu vara i bruk. I två- eller flerspråkiga länder kan betydelsen vara olika på de olika språken.

### Historik, den långa och korta skalan
Den tidigaste kända källan för beteckningarna biljon och triljon är den franske matematikern Jehan Adam. I en bok från 1475 kallar han en miljon miljoner för en bi-million och en miljon biljoner för en tri-million.
År 1484 föreslår Nicolas Chuquet att miljonpotenserna kan utökas godtyckligt långt med hjälp av latinska prefix: biljon, triljon, kvadriljon, kvintiljon, och så vidare.
År 1485 fyller den franske poeten Jacques Peletier ut mellanrummen mellan Chuquets beteckningar med hjälp av böjningen "ard". Han kallar tusen miljoner för en miljard, tusen biljoner för en biljard, och så vidare.
Chuquets system, med eller utan Peletiers utfyllnader, kallas idag för den "långa skalan".
Under 1700-talet började grupper av franska och italienska matematiker komprimera avstånden i Chuquets system från en faktor på en miljon till en faktor tusen. De kallade alltså miljarder (109) för biljoner och biljoner (1012) för triljoner. Systemet kallas den "korta skalan" och spred sig till USA under tidigt 1800-tal. Storbritannien följde efter år 1974.

## Exempel på biljoner
- Volym: En biljon kubikdecimeter/liter är en kubikkilometer.
- Tid: En biljon sekunder är ungefär 31 700 år. En biljon minuter är ungefär 1,9 miljoner år.
- Swedbank Robur Fonder förvaltar ungefär 2 biljoner SEK (2000 miljarder)  år 2022.
- Svenska folket betalade 1,4 biljoner kronor i skatt år 2007.
- Atmosfären innehåller tre biljoner ton koldioxid.
- Kattögenebulosan förlorar 20 biljoner ton (20 exagram) av sin massa per sekund.